# 언젠가 티파니에서 아침을
《언젠가 티파니에서 아침을》(일본어: いつかティファニーで朝食を)는 마키히로치의 만화 작품이다.

## 개요
신쵸샤의 월간지 《월간 코믹@번치》 2012년 5월호부터 연재 개시.

## 서지 정보
- 마키히로치 《언젠가 티파니에서 아침을》 신쵸샤 〈BUNCH COMICS〉, 기간 9권 (2016년 3월 9일 현재)
  1. 2012년 9월 7일 발매 ISBN 978-4-10-771677-4
  2. 2013년 3월 9일 발매 ISBN 978-4-10-771698-9
  3. 2013년 8월 9일 발매 ISBN 978-4-10-771716-0
  4. 2014년 1월 9일 발매 ISBN 978-4-10-771732-0
  5. 2014년 6월 9일 발매 ISBN 978-4-10-771751-1
  6. 2014년 12월 9일 발매 ISBN 978-4-10-771791-7
  7. 2015년 6월 9일 발매 ISBN 978-4-10-771825-9
  8. 2015년 11월 9일 발매 ISBN 978-4-10-771854-9
  9. 2016년 3월 9일 발매 ISBN 978-4-10-771884-6

## 텔레비전 드라마
2015년 10월부터 2016년 3월까지 닛폰 TV에서 방송되었다. 주연은 트린들 레이나.

### 캐스트

#### 메인
사토 마리코 - 트린들 레이나
본작의 주인공. 어패럴 회사 근무.
아쿠츠 노리코 - 모리 칸나
바 점장.
아라이 리사 - 아라키 유코
요가 인스트럭터.
나스 시오리 - 토쿠나가 에리
전업 주부.

#### 어패럴 회사
히라야마 유지 - 츠다 칸지
사장.
스가야 코스케 - 야나기 슌타로

타치바나 선배 - 타케코 아야

다테 키미코 - 나카무라 유리카

#### 바
百々 - 오오시바 유스케
오너.
미네타 유이치 - 나리타 료
점원.
오사무 짱 - 사카타 타다시
단골손님.
카오루 짱 - 미즈노 토오루
단골손님.

#### 나스가(家)
나스 요시미 - 오오츠카 히로타
시오리의 남편.
나스 리히토 - 요코야마 아유무
시오리의 아이.

#### 그 외
요시다 소타로 - 이와이 켄시로
마리코의 전 남자친구.
아라이 리에 - 나가미네 에리카
리사의 언니.

### 스태프
- 원작 - 마키히로치
- 제작 - 타쇼 히로시
- 각본 - 아다치 신, 코바야시 사카에
- 감독 - 나카쿠키 츠요시, 미노리카와 오사무, 이노베 요헤이, 쿠보타 미츠루, 나가오 쿠미코, 쿠마사카 이즈루
- 촬영 - 마츠미야 마나부
- 음악 - 마키도 타로
- 주제가
  - 시즌1 - Silent Siren 〈alarm〉
  - 시즌2 - Silent Siren 〈슬로 모닝〉
- 기획 제작 - 닛폰 TV
- 제작 프로덕션 - AX-ON
- 제작 저작 - 〈언젠가 티파니에서 아침을〉 제작 위원회 (D.N.드림 파트너즈, VAP)

### 방송 일자
| 각 화   | 방송일           | 각본            | 감독                          |
| Season1 | Season1          | Season1         | Season1                       |
| ------- | ---------------- | --------------- | ----------------------------- |
| 제1화   | 2015년 10월 10일 | 아다치 신       | 나카쿠키 츠요시               |
| 제2화   | 10월 17일        | 아다치 신       | 나카쿠키 츠요시               |
| 제3화   | 10월 24일        | 아다치 신       | 나카쿠키 츠요시               |
| 제4화   | 10월 31일        | 아다치 신       | 미노리카와 오사무             |
| 제5화   | 10월 31일        | 아다치 신       | 미노리카와 오사무             |
| 제6화   | 11월 7일         | 아다치 신       | 미노리카와 오사무             |
| 제7화   | 11월 14일        | 아다치 신       | 이노베 요헤이                 |
| 제8화   | 11월 21일        | 아다치 신       | 쿠보타 미츠루                 |
| 제9화   | 11월 28일        | 아다치 신       | 쿠보타 미츠루                 |
| 제10화  | 12월 5일         | 아다치 신       | 쿠보타 미츠루                 |
| 제11화  | 12월 12일        | 아다치 신       | 나가오 쿠미코 나카쿠키 츠요시 |
| 최종화  | 12월 19일        | 아다치 신       | 나카쿠키 츠요시               |
| 총집편  | 2016년 1월 2일   | 아다치 신       | -                             |
| Season2 |                  |                 |                               |
| 제1화   | 1월 9일          | 아다치 신       | 나카쿠키 츠요시               |
| 제2화   | 1월 16일         | 코바야시 사카에 | 나카쿠키 츠요시               |
| 제3화   | 1월 23일         | 코바야시 사카에 | 나카쿠키 츠요시               |
| 제4화   | 1월 30일         | 코바야시 사카에 | 나카쿠키 츠요시               |
| 제5화   | 2월 6일          | 코바야시 사카에 | 혼다 류이치                   |
| 제6화   | 2월 13일         | 코바야시 사카에 | 혼다 류이치                   |
| 제7화   | 2월 20일         | 코바야시 사카에 | 이노베 요헤이                 |
| 제8화   | 2월 27일         | 코바야시 사카에 | 쿠마사카 이즈루               |
| 제9화   | 3월 5일          | 코바야시 사카에 | 쿠마사카 이즈루               |
| 제10화  | 3월 12일         | 코바야시 사카에 | 쿠마사카 이즈루               |
| 제11화  | 3월 19일         | 코바야시 사카에 | 나카쿠키 츠요시               |
| 최종화  | 3월 26일         | 코바야시 사카에 | 나카쿠키 츠요시               |